# 1849 dans le catholicisme
Chronologie du catholicisme
- 1845
- 1846
- 1847
- 1848
- 1849
- 1850
- 1851
- 1852
- 1853

Cet article présente les faits marquants de l'année 1849 dans le catholicisme.

## Évènements
- 19 mai : Création d'une congrégation religieuse, Filles de Marie de Saint-Denis[1], cinq mois après l'Abolition de l'esclavage, par Aimée Pignolet de Fresnes, où coexistent religieuses blanches et noires nouvellement affranchies.
- 3 juillet : Le corps expéditionnaire français sous le commandement du général Oudinot occupe Rome et met fin à la République romaine.
- 1er août : Rétablissement du pouvoir pontifical de Pie IX.

## Naissance
- 3 janvier : Massimiliano Massimo, prêtre jésuite et éducateur italien († 6 mai 1911)
- 8 février : Aristide Cavallari, cardinal italien, patriarche de Venise, précédemment évêque titulaire de Philadelphie-en-Lydie (de) († 24 novembre 1914)
- 15 mars : Rogatien-Joseph Martin, prélat et missionnaire français, vicaire apostolique de Taiohae et évêque titulaire de Verinopolis (de) († 27 mai 1912)
- 17 juin : Andrea Aiuti, cardinal italien, diplomate du Saint-Siège et archevêque titulaire d'Achrida (de) puis de Damiette (de) († 18 avril 1905)

## Décès
- 24 mai : Camille de Soyécourt, religieuse française, restauratrice de l'Ordre du Carmel en France (° 25 juin 1757)
- 3 juillet : Pierre-Étienne de Bonnevie, prêtre et prédicateur français (° 6 janvier 1761)